# メリケン・ブルース
「メリケン・ブルース」は、1964年12月に発売された西田佐知子のシングルレコードである。発売元はポリドール・レコード（現：ユニバーサルミュージック）。品番：SDR-1044。

## 解説
表題曲「メリケン・ブルース」は、「東京ブルース」（1964年1月発売）の大ヒット以降に発表された、「ブルース」の名が付く楽曲群の中のひとつ。ほかに、「こいさんのブルース」「博多ブルース」などがある。演奏は、ポリドール・オーケストラ。
波止場を舞台とした楽曲であるが、歌詞に具体的な港名は登場しない。

## 収録曲
1. メリケン・ブルース
  - 作詞: 滝田順、作曲・編曲: 伊部晴美
2. 大阪の夜

## 収録作品
メリケン・ブルース
- GOLDEN☆BEST 西田佐知子（2003年：UICZ-6041）
- 西田佐知子 ベスト10（2005年：UPCY-9016）
- 西田佐知子歌謡大全集（2007年：UPCY-9096/100）
- 西田佐知子 エッセンシャル・ベスト（2007年：UPCY-9137）
- 初めての街で 〜西田佐知子ベストセレクション〜（2009年：UPCY-6543）